# Ucieczka trzech braci z Azowa z niewoli tureckiej
Ucieczka trzech braci z Azowa z niewoli tureckiej (oryg. ukr. Втеча трьох братів із города Озова, з турецької неволі) – duma powstała między XV a XVII stuleciem. Jeden z najcenniejszych utworów tego gatunku, jakie zostały spisane i przetrwały do naszych czasów.

## Okoliczności powstania
Zdaniem Włodzimierza Mokrego duma Ucieczka trzech braci z Azowa z niewoli tureckiej została ułożona przez anonimowego autora, najprawdopodobniej Kozaka zaporoskiego. Następnie zaś weszła do ustnej tradycji kozackiej, ulegając typowym dla utworów swojego gatunku przekształceniom – była równolegle wykonywana przez wielu wędrownych artystów (kobziarzy, lirników), którzy zachowując zasadniczą treść i przesłanie dumy dokonywali mniejszych lub większych zmian w jej tekście. Duma została pierwszy raz spisana w 1805, zaś opublikowana w 1819. Przed 1946 w ten sam sposób zachowano jeszcze 17 innych jej wariantów. Badania nad nimi pozwoliły ustalić, że Ucieczka trzech braci... do II poł. XIX wieku była znana w swoim zbliżonym do pierwotnego kształcie (stylistyka i słownictwo ludowe), następnie zaś ulegała dalszym przekształceniom pod wpływem nowszej literatury ukraińskiej.

## Treść
Trzech Kozaków zaporoskich, braci, ucieka z niewoli tureckiej w Azowie. Dwaj starsi, uciekając konno, porzucili najmłodszego, który biegnąc piechotą prosi ich, by zabrali go ze sobą. Ci odmawiają. Kozak prosi wówczas, by bracia zabili go, nie pozostawiając na pewną śmierć w niewoli po niechybnym schwytaniu. Po kolejnej odmowie prosi, by bracia, uciekając przez las, rzucali na drogę ścięte szablami gałązki, by ten wiedział, którędy ma posuwać się dalej. Jego prośbę spełnia jedynie średni brat – starszy myśli jedynie o własnym przetrwaniu. Po wyjeździe z lasu na step średni brat rwie na sobie kitajkę, by móc zostawić ją jako wskazówkę, którą drogą odjechali. Starszy brat odmawia jednak uczynienia tego samego, nie zgadza się również zatrzymać na krótki popas, by najmłodszy mógł dogonić swoich krewnych.
Idący piechotą Kozak odnajduje porzucone na drodze znaki, jednak widząc kitajkę dochodzi do wniosku, że jego bracia musieli ponieść śmierć. Zbacza zatem w step na ich poszukiwanie i po dziewięciodniowym błądzeniu umiera z głodu. Jego ciało zostaje niepochowane, zjedzone przez drapieżne zwierzęta.
Starsi bracia docierają do rzeki Samarki, gdzie w sitowiu, za kurhanami mają nadzieję ukryć się przed pościgiem; są już blisko ziem zamieszkiwanych przez Kozaków. Tam starszy brat zaczyna tęsknić za najmłodszym, jednak średni uzmysławia mu, że musiał on już umrzeć w stepie z wycieńczenia. Bracia postanawiają zatem, by po przyjeździe do domu rodziców powiedzieć im, że najmłodszy krewny nie chciał uciekać razem z nimi - w razie wyznania prawdy zostaliby bowiem przeklęci przez rodziców. Jednak po wyjeździe zza kurhanów obydwaj zostają napadnięci przez Turków i zabici.

## Wymowa i cechy utworu
Włodzimierz Mokry uważa Ucieczkę trzech braci z Azowa za jeden z najpiękniejszych przykładów ludowej pieśni epicko-lirycznej w literaturze światowej. Dzieło to, chociaż silnie zakorzenione w kulturze kozackiej, porusza problem ogólnoludzki - bohaterowie zostają zmuszeni do podjęcia decyzji, czy będą za wszelką cenę ratować własne życie, czy też zadziałają zgodnie z miłością braterską. Akcja utworu toczy się w sposób dynamiczny, kolejne wydarzenia następują po sobie w szybkim tempie. Epicki charakter dzieła potęguje powtarzalność rytmiczna i tekstowa wypowiedzi najmłodszego bracia: Bracia moi rodzeni/Jak gołąbki siwe..., kilkakrotnie powtarzającego prośby kierowane do starszych Kozaków. Taki środek stylistyczny miał zwiększyć napięcie u słuchaczy zgromadzonych wokół wykonującego dumę, przedłużyć ich oczekiwanie na rozwiązanie akcji. Poruszenie tematyki życia i śmierci, walki o wolność, umiłowania ojczystych stron ma skłaniać ich do refleksji w tym zakresie. Umiłowanie Ukrainy wyraża się w utworze również poprzez skupienie się na pięknie jej krajobrazu (step, kurhany).